# Frank Auerbach (Schauspieler)
Frank Auerbach (* 19. Juli 1968 in Dresden) ist ein deutscher Schauspieler und Regisseur.

## Leben und Werdegang
Von 1990 bis 1994 studierte Frank Auerbach Schauspiel an der Hochschule für Musik und Theater Rostock und arbeitete anschließend am Landestheater Neustrelitz, am Theater Baden-Baden und an den Freien Kammerspielen Magdeburg. Seit 2003 tritt er in Film und Fernsehen auf. Seit 2006 wohnt er in Bremen. Dort war er zunächst als freiberuflicher Schauspieler tätig, u. a. bei der Bremer Shakespeare Company, und gehört seit 2016 zum Ensemble des Stadttheaters Bremerhaven. Seit 2009 ist er auch als Regisseur aktiv, u. a. bei der Bremer Shakespeare Company, dem Schnürschuh Theater und dem Stadttheater Bremerhaven. Seit 2014 ist er zudem Gastdozent an der Hochschule für Musik, Theater und Medien Hannover.

## Filmografie (Auswahl)

### Kinofilme
- 2004: Nachbarinnen
- 2006: Der Rote Kakadu
- 2006: Die Könige der Nutzholzgewinnung
- 2009: Whisky mit Wodka
- 2013: Banklady
- 2015: Nicht schon wieder Rudi!

### Fernsehfilme
- 2018: Einmal Sohn, immer Sohn
- 2019: Die Affäre Borgward

### Fernsehserien
- 2007: Polizeiruf 110: Verstoßen
- 2012: Tatort: Die Ballade von Cenk und Valerie
- 2012: Reiff für die Insel – Neubeginn
- 2013: Reiff für die Insel – Katharina und der ganz große Fisch
- 2013: Tatort: Puppenspieler
- 2014: Reiff für die Insel – Katharina und die Dänen
- 2014: Stubbe – Von Fall zu Fall: Mordfall Maria
- 2015: Reiff für die Insel – Katharina und der Schäfer
- 2015: Reiff für die Insel – Katharina und der große Schatz
- 2016: Der Kriminalist: Rabenmutter
- 2019: In aller Freundschaft – Die jungen Ärzte: Blutsbande
- 2019: In aller Freundschaft – Die jungen Ärzte: Trugschluss
- 2021: Tatort: Und immer gewinnt die Nacht